# Sveriges historie
Sverige optræder ligesom Danmark først relativt sent i kilderne, og dets første optræden på verdensscenen kom i form af de skandinaviske vikinger. På den tid var der dog ikke tale om en decideret svensk stat endnu. Den kom først til syne i løbet af middelalderen. Det moderne Sverige har sine rødder tilbage i ophøret af Kalmarunionen, hvor Sverige under Gustav Vasa rev sig fri. I kraft af sin store geografiske udbredelse, Finland var allerede i middelalderen blevet underlagt Sverige, og på bekostning af sejre over Danmark i det 17. århundrede, hvor Skånelandene blev svenske, blev Sverige for en kort periode en europæisk stormagt. Nedturen begyndte dog snart efter, hvor besiddelser i Baltikum og Tyskland i løbet af Den store nordiske krig blev tabt.
I 1814 indgik Sverige en personalunion med Norge, der varede frem til 1905. I det 20. århundrede har Sverige konsolideret sin status som neutral stat.

## Forhistorisk tid (før 800 e. Kr.)
Under jordens vekslende temperaturvekslinger har Skandinavien flere gange været dækket af indlandsis. Den sidste istiden kaldes for Weichsel og begyndte for 110.000 år siden og sluttede for cirka 10.000 år siden. Kun det vestligste Jylland og øgruppen Lofoten i det nordlige Norge var isfrie. Isens tilvækst, tykkelse og gradvise afsmeltning har formet landet, især de lavereliggende dele. Der findes ingen spor efter en eventuel befolkning fra før istiden i dagens Sverige, som der gør i Danmark.
Klipper blev af de store ismasser slebet runde og slidt ned, da den fremvoksende is skubbede sten og grus foran sig. Landet var længe tynget ned af ismasserne, men hævede sig langsomt efter istiden og hæver sig fortsat den dag i dag. Landhævningen sker hurtigst i nord og langsommere i syd. Det som i dag er Østersøen har afvekslende været salt hav og indsø med ferskvand. De store indsøer Ladoga, Onega, Vänern, Vättern, Mälaren og Hjälmaren er smeltevandssamlinger som har sine paralleller i de store søer i Nord-Amerika. Rullestensåse, moræner og flyttede stenblokke er synlige spor fra isens smeltning.
Efterhånden som det kilometertykke isdække smeltede, flyttede folk ind fra syd og øst. De er sandsynligvis kommet over Danmark til Skåne og langsomt længere mod nord. Fra nord kom samerne. De tidligste spor vi i dag kender til er 12.000 – 13.000 år gamle. De første mennesker i det nuværende Sverige levede af jagt og fiskeri, det var en jæger/samler-kultur, hvor man levede af det naturen kunne tilbyde. Tiden frem til cirka 4.000 f.Kr. kaldes iblandt for jægerstenalder. Arkæologiske fund bliver i dag gjort i områder som ligger 75 til 120 meter over havet, og som dengang udgjorde strandområderne på landhævningens daværende stadier. Højdeområder som Södertörn og Kolmården udgjorde da en skærgård med et rige muligheder for fiskeri.

### Bondestenalderen (cirka 4.000 f.Kr.–1.800 f.Kr.)
Perioden hvor jordbruget begyndte kaldes for bondesteinalderen, yngre stenalder eller neolitikum. Tidligere har forskere antaget, at denne periode var præget af indvandrere som bragte den nye kundskab med sig, men i dag mener mange forskere, at forklaringen på ændringerne først og fremmest var kulturpåvirkning på de oprindelige beboere.
Den første neolitiske kultur kaldes tragtbægerkulturen (engelsk: Funnel Beaker Culture) og har fået sit navn efter periodens karakteristiske kar af keramik med udvidet munding. Det er fundet store mængder fragmenter af denne keramik i Sverige. På denne tid blev de første megalittiske monumenter i form af store stenhuse dækket med jord bygget. I Sverige findes disse hovedsageligt langs kysten. Noget senere blev der bygget jættestuer og helledysser (sv. hällkistor) i indlandet, eksempelvis Ekornavallen udenfor Falköping.
Omkring 3300 f.Kr. finder man også eksempler på den grovkeramiske kultur for første gang, en fangstkultur i områder nær kysten. Denne kultur var sandsynligvis en videreføring af tragtbægerkulturen. Det er muligt, at klimaet blev varmere, sådan at det blev lettere at drive en fangstkultur.
En tredje neolitisk kultur kom til Sverige omkring 2700 f.Kr. Den kaldes for bådøks- eller stridsøksekulturen. Denne kultur har fået sit navn fra de karakteristiske bådøkser af sten, som er kopier af de første stridsøkser af metal som blev brugt i øst, og som fulgte med stridsøksekulturen. I 350 år eksisterede den grovkeramiske kultur og stridsøksekulturen parallelt. Omkring 2350 f.Kr. udviklede en sen-neolitisk kultur sig så.
På omtrent denne tid blev klimaet endnu varmere. I Egypten og i Mellemøsten førte klimaet til at Det gamle rige i Egypten faldt sammen og ophørte. I Centralasien og i Norden førte det varme klima (som varede til bronzealderens slutning) til bedre forudsætninger for jordbruget, noget som igen førte til en befolkningsøgning.
Ved denne tid begyndte grænserne mellem de forskellige stenalderkulturer i Norden at blive udvisket, noget som førte til en mere ensartet senneolittisk kultur i det skandinaviske område.

### Bronzealderen (1800 f.Kr.–550 f.Kr.)
Bronzealderen er den første periode med tydelige tegn på internationale forbindelser via handel. Dette kan blandt andet have muliggjort, at hesten blev domesticeret omkring 2.000 f.Kr. Handelsforbindelserne blev antagelig opretholdt af høvdinger, noget man kan se på distributionen af nye våben af bronze. Indførelsen af det nye metal muliggjorde skabelsen af langt mere effektive våben, men da metallet var svært at få fat i, var det kun de rigeste og mægtigste der kunne erhverve det. Dette skabte for første gang et mere hierarkisk opdelt samfund.
Selv om folk som levede i denne periode sandsynligvis ikke havde større kundskab om andre end de nærmeste nabofolk, var den lille kulturimpuls som kom igennem med udvekslingen af varer en stor forandring for de statiske bondesamfund.
Omkring 2.000 f.Kr. begyndte man i mindre skala at fremstille bronze i Sverige med importeret metal. Man mener traditionelt at bronzeproduktionen i Sverige omkring 1.800 f.Kr. havde et tilpas stort omfang til at perioden med rette kan betegnes som bronzealder.

### Ældre bronzealder (1.800 f.Kr.–1.100 f.Kr.)
Ved begyndelsen af den nordiske bronzealder var en ny kultur nået frem til Østersøens sydøstlige kyst, højgravskulturen. Foruden den importerede gravskik med store gravhøje kom også vogne og stridsvogne trukket af heste.
Handelen og bronzevåbnene gjorde efterhånden høvdingerne mægtigere, noget de store gravhøje vidner om, eksempelvis Kongegraven i Kivik. Handelen bestod formodentlig først og fremmest af import af metaller og salt, mens man eksporterede rav. Selv i Sverige synes det som om hesten og vognen havde stor betydning, men skibet var endnu vigtigere. Skibe bliver gengivet i helleristninger over hele Norden på denne tid. Handelen krævede også valuta, og antagelig blev guld benyttet, eftersom der er gjort rige fund af guld fra denne periode. Endnu vigtigere end handelen var antagelig det varme klima, som betød en voldsom befolkningstæthed selv i det mestendels skovbevoksede Sverige.

### Yngre bronzealder (1.100 f.Kr.–550 f.Kr.)
I den yngre bronzealder begyndte det fra syd importerede jern langsomt at spille en rolle. Denne periode var også præget af store befolkningsomvæltninger i Europa, hvor den keltiske kultur lod til at overtage de oprindelige kultur i mange områder.
Klimaet ændrede sig på denne tid tilbage til et noget koldere, og er sluttede bronzealderen.

### Det nordiske bronzealdersamfund
Samfundsudviklingen i Norden kom efterhånden til at adskille sig fra udviklingen på kontinentet. Der findes mange objekter som viser kulturpåvirkning fra syd, og folk importerede sikkert også kulturelle og religiøse forestillinger som blev tilpasset til lokale forhold. Folk drev jordbrug, og hesten blev brugt som ridedyr og trækdyr. Man manglede et skriftsprog, men lavede helleristninger som giver en forestilling om bronzealderens fartøjer og søfart. Under den ældre bronzealder blev de døde begravet i kister af sten eller i hule træstammer. Senere begyndte man at brænde de døde, og snart blev kremering det normale. Gravhøjene blev sædvanligvis dækket af en jordhøj eller en stendysse.

## Vikingetiden og middelalderen
Vikingetiden i Sverige varede i store træk fra det 8. til det 11. århundrede. Det menes, at svenske vikinger og gotlændere især rejste øst- og sydpå til Finland, Baltikum, Rusland, Hviderusland, Ukraine, Sortehavet og så langt væk som til Bagdad. Vejen gik ad Dnepr over Konstantinopel, og på denne rute foretog de adskillige plyndringer. Den byzantinske kejser Theofilos blev imponeret over disse folks store militære evner og bad dem om at blive hans personlige vogtere, kendt som Væringgarden. De svenske vikinger, kaldet ruser, menes at være stamfædre til kievruserne. Den arabiske opdagelsesrejsende Ahmed Ibn Fadlan beskriver disse vikinger således:
| Citat            | Jeg har set ruserne, da de kom på deres handelsrejser og slog lejr ved Itil. Jeg har aldrig set mere perfekte, fysiske eksemplarer, høje som dadelpalmer, blonde og rødmossede; de bærer hverken tunikaer eller kaftaner, men mændene bærer et klæde, som dækker den ene side af kroppen og lader hånden i den anden side fri. Hver mand har en økse, et sværd og en kniv, og de har alle disse på sig til hver en tid. Sværdene er brede med riller, af frankisk type. | Citat |
| Ahmed Ibn Fadlan | |       |

De mange vikingetogter er i stort omfang dokumenteret i form af runesten, der er fundet over store dele af den sydlige halvdel af Sverige.
Det vides ikke, hvornår og hvor det svenske kongedømme opstod, men listen over Sveriges regenter begynder sædvanligvis ved konger, der regerede i både Svealand og Götaland som samlet område, begyndende med Erik Sejrsæl. De to områder havde tilbage til antikken været to selvstændige områder; i Beovulfkvadet beskrives legenden om en krig mellem de to nationer i det 6. århundrede.
Kulturelle fremskridt
I begyndelsen af vikingetiden var der ved det nuværende Ystad i Skåne og Paviken på Gotland blomstrende handelscentre. Der er gjort fund fra, hvad der menes at være en stor markedsplads fra 7. eller 8. århundrede i Ystad. I Paviken, der var et vigtigt knudepunkt for handel med Baltikum i det 9. og 10. århundrede, er der fundet rester af en stor havn fra vikingetiden med gårde, hvor man byggede skibe og lavede håndværk. Mellem 800 og 1.000 bragte den livlige handel store mængder sølv til Gotland, og ifølge nogle forskere akkumulerede gotlænderne i den periode mere sølv end resten af den skandinaviske befolkning tilsammen.
Ansgar får som regel æren for at have indført kristendommen i landet i 829, men den nye religion havde ikke for alvor held med at fortrænge den traditionelle nordiske mytologi før op i det 12. århundrede. I løbet af det 11. århundrede blev kristendommen den dominerende religion, og fra omkring 1050 blev Sverige regnet som et kristent rige. I perioden mellem 1100 og 1400 var Sverige ved at dannes og konsolideres som en enhed, og landet var præget af interne stridigheder samt af kappestrid mellem de nordiske kongeriger. De svenske konger gik i gang med at ekspandere det svenskkontrollerede område i Finland, hvilket skabte konflikter med ruserne, der ikke længere havde forbindelser med Sverige.
Feudale institutioner i Sverige
Hvis man ser bort fra Skåne, der på den tid var dansk, udviklede der sig i Sverige aldrig rigtig feudalisme, som man kender det fra resten af Europa. Bondestanden forblev derfor i det store hele en fri klasse af landbrugere gennem det meste af Sveriges historie. Slaveri var ikke særlig udbredt i landet, og det, der fandtes, blev afskaffet med blandt andet indførelsen af kristendommen, af vanskelighederne med at skaffe slaver øst for de baltiske områder samt bydannelsen i Sverige før det 16. århundrede. Faktisk blev både slaveri og livegenskab afskaffet ved et dekret af kong Magnus Eriksson Tidligere slaver blev herpå optaget i bondestanden eller blev arbejdere i byerne. Perioden var præget af fattigdom, og Sverige var generelt et tilbagestående land på den tid, hvor byttehandel var dominerende i landets økonomi. Det kunne for eksempel foregå på den måde, at bønder i Dalsland transporterede deres smør til mineområdet i Sverige, hvor de byttede det for jern, som de efterfølgende fragtede til kysten, hvor de byttede jernet for fisk, som de havde brug for som fødemiddel, mens jernet blev sendt til udlandet med skibe.
Pesten i Sverige
I det 14. århundrede blev Sverige ramt af den sorte død, som førte til en nedgang i befolkningstallet. I den periode fik byerne efterhånden større rettigheder og var under stor indflydelse af tyske købmænd fra Hanseforbundet, der særlig var aktivt i Visby. I 1319 var den kun treårige Magnus Eriksson blevet konge af Sverige og Norge. Drengens alder bidrog til monarkiets faldende indflydelse i området, og stærke adelsslægter begyndte at spille en stadig større rolle og fik tiltvunget sig stadig større rettigheder. Hans efterfølger blev hans, nevø Albrecht af Mecklenburg, men den stigende magt blandt adelige og bybefolkningerne betød Albrechts fald, og svenskerne vendte sig nu mod det danske kongehus for at finde en efterfølger.
Kalmarunionen og svensk løsrivelse fra dansk styre
I 1397 blev Norge, Danmark og Sverige forenet under Danmarks Margrete 1. i Kalmarunionen. Det viste sig dog hurtigt, at svenskerne, i særdeleshed adelen, ikke var tilfreds med at blive styret fra Danmark. Der var ikke tale om en politisk union, og igennem det 15. århundrede forsøgte Sverige at modstå et dansk centraliseret styre under den danske konge. Således etablerede man den første Riksdag i 1435, en institution, der de følgende århundreder skulle få betydelig magt i landet. Omkring 1500 var det Sture-slægten, der sad på magten, og flere medlemmer af den familie var rigsforstandere i landet og søgte at rive Sverige løs af det danske styre. Stridighederne kulminerede, da Christian 2. foranstaltede det Stockholmske Blodbad i form af en massakre på 82 ledende svenskere. Dette førte til forøget modstand mod danskerne, og Sverige brød ud af Kalmarunionen i 1523, hvor den svenske krone blev genindført og Gustav Vasa blev valgt til konge. Denne begivenhed indledte ældre vasatid i Sverige, af nogle omtalt som grundlæggelsen af det moderne Sverige.
Ældre vasatid
Noget af det første, der skete efter Gustav Vasas kroning, var at stække den katolske kirkes magt, hvilket førte til reformationen, der dog først officielt blev indført under Karl 9. På den økonomiske front brød Gustav Vasa Hanseforbundets kontrol over den svenske handel med Baltikum.
Hanseforbundet var officielt blevet stiftet i Lübeck i Nordtyskland i 1356. Forbundet søgte at opnå borger- og handelsrettigheder fra prinser og regenter i lande og byer langs Østersøkysten. Til gengæld tilbød det en vis beskyttelse, idet forbundet med sin egen krigsflåde var i stand til at holde østersøområdet fri for sørøvere. De koncessioner, som Hanseforbundet opnåede, var blandt andet, at kun indbyggere fra forbundets byer havde lov til at drive handel fra deres havne. De stræbte efter at undgå alle former for told og skatter. Med sådanne koncessioner drog store flokke af Lübeck-købmænd til Stockholm, hvor de snart kom til at dominere byens økonomi, og de var i stort omfang skyld i, at havnen i Stockholm gjorde byen til den største og mest betydningsfulde i landet. Hansekøbmændenes handel bestod for to tredjedeles vedkommende af import af tekstil og en tredjedel af salt, mens udførslen først og fremmest bestod af jern og kobber.
Imidlertid blev svenskerne efterhånden trætte af hansemonopolet på handelen, der mest blev drevet af indvandrede tyskere, og som betød, at indkomsten fra handelen i stort omfang blev kanaliseret til Tyskland. Da Gustav Vasa brød hansemonopolet, blev han derfor betragtet som en stor helt af sit folk. Historien betragter nu Gustav som grundlæggeren af den moderne svenske nation. Det fundament, han lagde, tog dog tid at udvikle, men da det endelig skete, og Sverige trådte ind i sin stormagtstid, betød den svenske tradition for frie bønder, at en større del af den økonomiske gevinst gik i deres lommer end i en feudal landadels.

## Den svenske stormagtstid
I det 17. århundrede blev Sverige en af de store magter i Europa. Forinden havde Sverige været et fattigt og tyndt befolket land i udkanten af den europæiske civilisation uden nogen særlig magt eller noget specielt rygte i resten af verden. Landet opnåede sin store berømmelse i Europa under Gustav Adolfs regering, hvor Sverige erobrede landområder mod syd og øst fra Danmark, Rusland og Polen-Litauen i en række konflikter, herunder Trediveårskrigen.
I denne langvarige konflikt erobrede Sverige omkring halvdelen af staterne i det tysk-romerske rige. Gustav Adolf havde planer om at blive den næste tysk-romerske kejser ved at herske over et forenet Skandinavien og det tysk-romerske rige. Han døde imidlertid i slaget ved Lützen (1632), inden han kunne realisere sin plan. Efter Sveriges eneste større nederlag i trediveårskrigen i slaget ved Nördlingen (1634) mindskedes den prosvenske opbakning i de tyske småstater, som en efter en frigjorde sig fra det svenske overherredømme, indtil Sverige blot havde enkelte områder ud til Østersøen i form af Svensk Forpommern, Bremen-Verden og Wismar tilbage. Undervejs i krigen menes de svenske tropper at have ødelagt 2.000 slotte, 18.000 landsbyer og 1.500 byer i Tyskland, en tredjedel af alle de tyske byer.
Ekspansionen gik også ud over Danmark-Norge, hvorfra Sverige i flere krige, herunder Karl Gustav-krigene, erobrede vigtige provinser. Mest markant var det, da Danmark ved Roskildefreden i 1658 måtte opgive Skånelandene (Skåne, Halland, Blekinge og Bornholm) til Sverige. Under den store nordiske krig måtte Sverige i 1710 efter 200 år trække sig ud af det nordlige Baltikum. Dermed sluttede Sveriges hegemonialstilling i Østersøen. I frihedstiden forsøgte Riksdagen, der var den regerende magt, flere gange at genvinde den tabte stormagtsstatus, men efter hattenes krig 1741-43 mod Rusland, måtte Sverige afstå store dele af Finland og endeligt opgive stormagtsdrømmene.
I midten af det 17. århundrede var Sverige Europas tredjestørste land målt på areal, kun overgået af Rusland og Spanien. Landet nåede sin største udbredelse under Karl 10. Gustav efter Roskildefreden. Mod slutningen af århundredet blev Sverige og i særdeleshed Finland ramt af en voldsom hungersnød, der kostede en tredjedel af den finske befolkning livet og også var hård ved befolkningen i selve Sverige.
Den lange periode på konstant krigsfod tærede på Sveriges økonomi, og det blev Karl 11., der kom til at bruge megen af sin regeringstid på at genskabe et økonomisk fundament samt et slagkraftigt militær. Arven til hans søn, Karl 12. var en af de fineste våbenbeholdninger i verden, en stor stående hær og en fremragende flåde. Sveriges største trussel på den tid, Rusland, havde en større hær, men var langt bagefter Sverige i udstyr og træning. Karl 12. blev kendt som "Krigerkongen", og han tilbragte en stor del af sin regeringstid i felten i en periode, der var præget af den Store Nordiske Krig (1700-1721), hvor Rusland, Danmark samt andre af Sveriges naboer udfordrede den trussel, som Sverige selv udgjorde. I begyndelsen af denne havde Sverige stor succes og nedkæmpede den russiske hær så effektivt i slaget ved Narva i 1700, at Rusland lå åben for en svensk invasion. Svenskerne valgte i stedet at koncentrere sig om Polen-Litauen, hvilket gav russerne ro til at genopbygge og modernisere sin hær.
Karl besluttede nogle år senere at invadere Rusland, men denne gang måtte han se sin hær lide et afgørende nederlag i slaget ved Poltava i 1709. Dette blev begyndelsen til enden på Sveriges stormagtstid. Medvirkende til den svenske tilbagegang var også, at hjemlandet blev ramt af pesten, der blandt andet i høj grad gik ud over Stockholm, hvor omkring en tredjedel af befolkningen omkom mellem 1710 og 1713. Trods dette søgte Karl 12. at invadere Norge i 1716, men erobringen fik en brat ende, da Karl døde under belejringen af Frederiksten i 1718. Kongens død nedbrød strukturen og organisationen af togtet, og de svenske tropper trak sig derpå ud af Norge uden at være blevet besejret.
Nogle få år senere, i 1721, sluttede den Store Nordiske Krig med freden i Nystad, der kostede Sverige store landarealer og sin placering som en europæisk stormagt, en placering som arvefjenden Rusland i stedet overtog. Den Store Nordiske Krig kostede svenskerne 200.000 mand, deraf en fjerdedel fra det nuværende Finland.
I det 18. århundrede havde Sverige ikke nok ressourcer til at opretholde sine landområder uden for Skandinavien og måtte se dem overtaget af andre nationer. Denne proces kulminerede i 1809, hvor Sverige efter en kort tabt krig mod Det Russiske Kejserrige måtte afgive hele kontrollen over Finland til russerne. Finland havde siden middelalderen mere eller mindre været under svensk kontrol.
I et forsøg på at genetablere den svenske dominans i Østersøområdet indgik Sverige alliance mod sin ellers traditionelt allierede og velgører, Frankrig, i Napoleonskrigene. Frankrig og dets allierede, heriblandt Danmark-Norge, tabte det afgørende slag ved Leipzig til koalitionen, og Sverige fik som led i Kielerfreden i 1814 tildelt Norge som erstatning for landets provinser i Nordtyskland. Da Norge søgte at hævde sig som suveræn nation, invaderede Karl 13. Norge, og landet måtte acceptere at indgå med Sverige i en personalunion, der fungerede til 1905. Siden denne invasion har Sverige ikke deltaget i kamphandlinger og har værnet om sin neutralitetsstatus.

## Sveriges nyere historie
I løbet af det 18. og 19. århundrede skete der i Sverige en betydelig stigning i befolkningstallet, hvilket forfatteren Esaias Tegnér i 1833 tilskrev "freden, [koppe]vaccinen og kartoflerne" ("freden, vaccinet och potaterne"). Mellem 1750 og 1850 fordobledes befolkningen i landet. Dette medførte en omfattende udvandring af svenskere til Amerika i de følgende årtier, og denne udvandringsbølge var med til at undgå sultkatastrofer og social oprør i landet. På højdepunktet af bevægelsen udvandrede over 1 % af den svenske befolkning årligt i løbet af 1880'erne. På trods af denne enorme emigration forblev Sverige fattigt og bevarede en økonomi baseret næsten udelukkende på landbrug i en tid, hvor resten af Vesteuropa, herunder Danmark, overgik til industribaseret økonomi.
De fleste udvandrere udså sig Amerika som stedet, hvor de kunne få et bedre liv. Det anslås, at i perioden 1850-1910 udvandrede over en million svenskere til USA. I begyndelsen af det 20. århundrede boede der flere svenskere i Chicago end i den næststørste by i fædrelandet, Göteborg. De fleste svenske emigranter flyttede til Midtvesten, i særlig grad til Minnesota, mens mindre grupper slog sig ned andre steder i USA og i Canada.
På trods af den langsommelige proces med at industrialisere Sverige til langt op i det 19. århundrede skete der en række forandringer i agrarøkonomien på grund af nyskabelser og den store befolkningstilvækst. Blandt de nye tiltag var indhegning af marker, markant forøget opdyrkning af landarealer og indførelsen af nye afgrøder som kartofler. Da de svenske bønder aldrig havde været livegne, som det var almindeligt i stort set resten af Europa, begyndte den svenske bondekultur at påtage sig en kritisk rolle i politiske debat, noget der har fortsat op til nutiden med Centerpartiet, der i lighed med det danske Venstre har rødder i bondebevægelsen. Fra 1870 til udbruddet af 1. verdenskrig kom der omsider fart i industrialiseringen, som medførte, at industriproduktionen i den periode overtog pladsen som dominerende i den svenske økonomi, hvilket har været gældende næsten til nutiden.
Stærke græsrodsbevægelser dukkede op i Sverige i anden halvdel af det 19. århundrede (fagforeninger, afholdsbevægelsen og en række uafhængige religiøse grupper), og disse var med til at skabe de demokratiske spilleregler, der siden har været bærende i landets kultur og politik. Denne proces var gennemført omkring tiden for 1. verdenskrig. Den industrielle revolution i det 20. århundrede skabte yderligere forandring af landet, idet en betydelig del af landbefolkningen i takt med denne rykkede ind til byerne for at arbejde i fabrikkerne, og en stor del blev involveret i socialistiske fagforeninger. En kommunistisk revolution blev afværget i 1917, hvorpå man igen indførte parlamentarismen, og landet blev demokratiseret.

### Sverige under verdenskrigene
Sverige holdt sig officielt neutralt under både første og anden verdenskrig, selv om neutraliteten under sidstnævnte har været omstridt. Sverige var under en stor del af denne krig under indflydelse af Nazityskland, idet forbindelserne til den øvrige verden var begrænset på grund af tyske blokader. Den svenske regering så sig ikke i stand til at gå imod tyskerne og indgik derfor samarbejde med den store magt mod syd på forskellige områder. Sverige leverede også stål og maskindele til Tyskland under hele krigen. Men samtidig hermed ydede landet støtte til den norske modstandsbevægelse, og i 1943 tog det imod jøder fra Danmark, der flygtede fra deportation til koncentrationslejrene. Også Finland oplevede svensk støtte under Vinterkrigen og Fortsættelseskrigen med frivillige og materiel.
Mod slutningen af krigen begyndte Sverige at spille en rolle i det humanitære arbejde, og talrige flygtninge, heriblandt jøder fra mange af de nazistiskbesatte områder i Europa, blev reddet, delvist som følge af svensk deltagelse i redningsaktioner for indsatte i koncentrationslejrene med de hvide busser, og delvist fordi Sverige fungerede som tilflugtssted for flygtninge, primært fra de nordiske lande og Baltikum. Den svenske diplomat Raoul Wallenberg og hans kolleger skal have reddet op imod 100.000 ungarske jøder. På trods af dette har der været rejst både intern og ekstern kritik over, at Sverige ikke gjorde mere for at bekæmpe nazismen, også selv om det kunne have betydet besættelse af landet.

### Efterkrigstiden
Som erklæret neutralt land holdt Sverige sig uden for de to store forsvarspagter, der opstod efter 2. verdenskrig, NATO og Warszawapagten, og landet forblev neutralt under den kolde krig, men på uofficiel basis havde Sverige gennem sine ledere tætte forbindelser til USA og andre vestlige stater i denne periode.
Efter krigen nød Sverige godt af at have et intakt produktionsapparat, social stabilitet samt mange naturressourcer til at udvide sin industri, der kom til at hjælpe med genopbygningen af Europa. Sverige indgik i Marshallplanen og i OECD. I størstedelen af efterkrigstiden sad socialdemokraterne, med tætte forbindelser til fagforeningerne og industrien, solidt på magten i landet. Regeringen støttede aktivt udviklingen af en internationalt konkurrencedygtig produktionssektor bestående særligt af store virksomheder.
Sverige var med til at grundlægge EFTA, en gruppe lande, der i 1960'erne ofte blev kaldt "De syv" i modsætning til EF, hvis lande blev kaldt "De seks". I lighed med de mange andre lande verden over oplevede Sverige økonomisk tilbagegang på grund af oliekriserne i 1973-74 og 1978-79. I løbet af 1980'erne satsede Sverige på at omstrukturere sin industri, hvorunder fx skibsbyggeri blev nedprioriteret, og træmasse kom til at indgå i en moderniseret papirfremstilling, stålindustrien blev specialiseret på færre områder, mens den mekaniske fremstilling i stort omfang gik over til it-baseret styring.
Mellem 1970 og 1990 steg skattebyrderne med over 10 %, en ret beskeden stigning sammenlignet med andre vesteuropæiske lande. Efterhånden kom det offentlige til at stå for over halvdelen af landets BNI, og Sveriges placering på listen over lande rangordnet efter BNI pr. indbygger faldt i denne periode.

### Nyeste historie
En bristet ejendomsboble skabt af utilstrækkelig kontrol med låntagning kombineret med international recession og en politik, der vekslede mellem at fokusere på at nedbringe arbejdsløsheden og at nedbringe inflationen, resulterede i en finanskrise i begyndelsen af 1990'erne. Sveriges BNI faldt i den forbindelse med omkring 5 %. I 1992 fik valutaspekulation Sveriges Nationalbank til kortvarigt at hæve dag-til-dag-renten til 500 %.
Regeringens svar på dette var at beskære de offentlige udgifter og sætte gang i en række reformer med henblik på at skærpe Sveriges konkurrenceevne; blandt disse midler var reduktion goderne i velfærdsstaten og privatisering af offentlige opgaver. Majoriteten af politikerne gik ind for medlemskab af EU, og folkeafstemningen herom gav 52 % opbakning for dette ved valget 13. november 1994, hvorpå Sverige blev optaget i EU pr. 1. januar 1995.
Sverige stod uden for militære samarbejdsorganisationer indtil 2024, hvor de blev optaget i NATO, men har tidligere deltaget i øvelser med NATO og andre lande samtidig med, at landet intensivt har samarbejdet med andre europæiske lande inden for forsvarsteknologi og våbenindustri.[kilde mangler] Blandt andet er nogle af de våben, USA har anvendt i Irak, fremstillet i Sverige. Endvidere har Sverige en lang tradition for at deltage i internationale fredsbevarende missioner, heriblandt i de senere år i Afghanistan, hvor svenske tropper er under NATO-ledelse, samt i EU-baserede operationer i Kosovo, Bosnien-Hercegovina og Cypern. Efter 2024, hvor de endelig optagedes i NATO (efter langvarig modstand fra Tyrkiet), har de været en del af NATOs Østflanke sammen med De baltiske stater, de Øst- og Centraleuropæiske lande samt Finland, som blev optaget i NATO i 2023, selvom de søgte optagelse sammen med Sverige.[kilde mangler]